# گئورگی کوستادینوف
گئورگی کوستادینوف (انگلیسی: Georgi Kostadinov؛ زادهٔ ۳ مارس ۱۹۵۰) بوکسور اهل بلغارستان است.